# 撒吉思
撒吉思，回鶻贵族，蒙元官员。拥护忽必烈同阿里不哥争位，参与镇压李璮。

## 生平
撒吉思是回鶻國阿大都督多和思的次子。初為太祖弟斡真的必闍赤，兼任王傅。斡真逝世后，長子只不干早死，嫡孫塔察兒年幼，庶兄脫迭狂恣，欲廢嫡自立。撒吉思與火魯和孫紧急告诉皇后，乃授塔察兒以皇太弟寶，襲爵為王。撒吉思以功與火魯和孫分治：黑山以南撒吉思治理，其北火魯和孫治理。

### 支持忽必烈
追随蒙哥攻釣魚山，建言乘勢定江南，蒙哥赞赏采纳了他的意见。蒙哥崩，阿里不哥爭立，諸王很多依附他，撒吉思馳見塔察兒，极力劝说应協心推戴忽必烈，塔察兒從之。等到元世祖忽必烈即位，聞撒吉思所言，授北京宣撫，賜宮人甕吉剌氏，及金帛、章服。等他到达鎮后，鋤奸抑強，遼東得以安寧。适逢高麗有異志，帝遣使究治，則委罪於其臣洪察忽，械送京師。路过遼東，撒吉思訪知洪察忽以直諫迕意，即奏疏為直其事，帝命釋放洪察忽。

### 镇乱安民
李璮叛，命撒吉思率军追随宗王哈必赤討之。李璮伏誅，哈必赤欲屠城，撒吉思力爭曰：「王者之師，誅止元惡，脅從罔治。」因撫摩其人，衆情大悅。授山東行省都督，遷經略、統軍二使，兼益都路達魯花赤，辭不拜，进言山東重鎮，宜選貴戚臨之，皇帝没有同意。賜京城宅一區、益都田千頃，及璮馬群、園林、水磑、海青、銀鼠裘之屬。兵事结束後，民乏牛具，撒吉思上奏此事，根据百姓情况，官府配給牛具。統軍抄不花田遊無度，害稼病民，元帥野速荅爾據民田為牧地，撒吉思隨事表聞。皇帝就下旨，杖抄不花一百，令野速荅爾還其田。璮故將毛璋欲率諸部謀執撒吉思以歸顺宋，毛璋的黨羽上變，于是襲璋并斬杀了他。撒吉思嘗慕古人舉親舉讎之義，叛帥故卒，得與子姓參用，得到公論的赞许。山東多年歉收，為請於朝，發粟賑卹。又奏减免当地田租，山東人刻石頌德。
卒年六十六。後贈安邊經遠宣惠功臣，諡襄惠。